# Globivalvulininae
Globivalvulininae es una subfamilia de foraminíferos bentónicos cuyos taxones se han incluido tradicionalmente en la familia Biseriamminidae, de la superfamilia Palaeotextularioidea, del suborden Fusulinina y del orden Fusulinida. Su rango cronoestratigráfico abarca desde el Tournaisiense superior (Carbonífero inferior) hasta el Changhsingiense (Pérmico superior).

## Discusión
Clasificaciones más recientes incluyen Globivalvulininae en la familia Globivalvulinidae, de la superfamilia Globivalvulinoidea, del suborden Endothyrina, del orden Endothyrida, de la subclase Fusulinana y de la clase Fusulinata.

## Clasificación
Globivalvulininae incluye a los siguientes géneros:
- Admiranda †, también en la subfamilia Koktjubininae
- Charliella †
- Dzhamansorina †, también en la subfamilia Koktjubininae
- Globivalvulina †
- Koktjubina †, también en la subfamilia Koktjubininae
- Labioglobivalvulina †
- Retroseptellina †
- Tenebrosella †
- Ulanbela †, también en la subfamilia Koktjubininae
- Verispira †